# Jardin du Bataillon-de-l'ONU
Le jardin du Bataillon-de-l'ONU est un espace vert du 4e arrondissement de Paris, dans le quartier Saint-Gervais.

## Situation et accès
Le jardin est accessible par le 50, rue de l'Hôtel-de-Ville.
Il est desservi par la ligne 7 à la station Pont Marie.

## Origine du nom
Comme la place, le nom jardin fait référence au Bataillon français de l'ONU qui participa à la guerre de Corée (1950-1953) sous l’égide de l’Organisation des Nations unies (ONU).

## Historique
Le jardin créé en 1998 a été réaménagé en 2014.